# Zamek w Kątach Wrocławskich
Zamek w Kątach wrocławskich – dawny zamek na Dolnym śląsku, który stał w Kątach Wrocławskich. Rozebrany w 1829 roku.

## Historia
Wzniesiony została przez Bolka I pod koniec XIII. Zamek znajdował się poza murami miasta. W 1475 roku, warownia została zniszczona; w 1497 roku została odbudowana w innym kształcie. Zamek ponownie spłonął w 1624 i nie został odbudowany. Ostatecznie ruiny rozebrano w 1829 roku. W jego miejscu wzniesiono browar.